# Praxis (musikgrupp)
Praxis var ett amerikanskt band, medlemmarna är Bill Laswell, Buckethead, Bryan "Brain" Mantia och Bernie Worrell. Bandet bildades 1992 och upplöstes 2011.

## Diskografi

### Studioalbum
- 1992: Transmutation (Mutatis Mutandis)
- 1994: Sacrifist
- 1994: Metatron
- 1998: Mold
- 2008: Profanation (Preparation for a Coming Darkness)

### Singlar
- 1992: "Animal Behavior"

### EP-skivor och samlingsalbum
- 1984: 1984
- 1992: A Taste of Mutation
- 1998: Collection

### Livealbum
- 1996: Live @ Zurich JazzNoJazz 21 June 1996
- 1997: Live in Poland
- 1997: Transmutation Live
- 1999: Warszawa
- 2005: Zurich
- 2007: Tennessee 2004